# Vasilios N. Makrides
Vasilios N. Makrides (* 2. August 1961 in Larisa, Griechenland) ist ein orthodoxer Theologe und Religionswissenschaftler.

## Leben
Nach dem Abitur studierte Vasilios N. Makrides von 1979 bis 1983 Theologie an der Theologischen Fakultät der Universität Athen. Daraufhin absolvierte er von 1984 bis 1986 ein Aufbaustudium in den Fächern Allgemeine Religionswissenschaft, Religionssoziologie und Religionsgeschichte an der Divinity School der Universität Harvard und erlangte 1986 den „Master of Theological Studies“. Von 1986 bis 1991 absolvierte er ein zweites Aufbaustudium in den Fächern Allgemeine Religionswissenschaft, Religionssoziologie und Religionsgeschichte an der Fakultät für Kulturwissenschaften der Universität Tübingen, das er mit der Promotion zum Dr. phil. bei Burkhard Gladigow 1991 abschloss.

## Wissenschaftlicher Werdegang
1995 war Makrides Fellow am Institut für Europäische Geschichte, Abteilung Abendländische Religionsgeschichte an der Universität Mainz. Von 1995 bis 1998 war er Dozent für Religionswissenschaft und Religionsdidaktik an der Universität Thessalien (Volos, Griechenland), bis er 1998 einen Ruf auf den Lehrstuhl für Religionswissenschaft (Orthodoxes Christentum) der Philosophischen Fakultät der Universität Erfurt erhielt. Seit 1999 ist er dort Professor für Religionswissenschaft (Orthodoxes Christentum) an der Philosophischen Fakultät.
Im Jahr 2000 machte er einen Forschungsaufenthalt in der Ukraine. Im Jahr 2002 nahm er eine Gastprofessur (Directeur d’études invité) an der Ecole pratique des hautes études, Section des Sciences Religieuses (Paris) wahr.
Von 1999 bis 2002 war Makrides Studienrichtungsbeauftragter im Fach Religionswissenschaft an der Universität Erfurt.
Im akademischen Jahr 2012/2013 war Makrides Gastwissenschaftler (Visiting Research Fellow) am Käte Hamburger Kolleg „Dynamiken der Religionsgeschichte zwischen Asien und Europa“.

## Schwerpunkte
Seine Forschungsschwerpunkte setzt Makrides in der Kulturgeschichte und Soziologie des Orthodoxen Christentums in Griechenland und im übrigen Osteuropa, der Geschichte religiöser Ideen und Mentalitäten im orthodoxen Osteuropa, der religiösen und kulturellen Beziehungen zwischen Ost- und Westeuropa, der religiösen und kulturellen Beziehungen zwischen Griechenland, den übrigen Balkanländern und Russland, der Geschichte der Interferenzen zwischen Religion und Naturwissenschaften im orthodoxen Osteuropa sowie der Geschichte, Theorie und Methodologie der Religionswissenschaft.

## Mitgliedschaften
- 2001–2003: Mitglied des Senats der Universität Erfurt
- 2005: Mitglied des Beirats des Forschungszentrums Gotha für kultur- und sozialwissenschaftliche Studien der Universität Erfurt (FGE).

## Veröffentlichungen (Auswahl)
Als Autor:
- Jenseits von herkömmlichen Religionsformen: Kulte um Personen, säkulare Systeme, politische Religionen, in: Michael Stausberg (Hrsg.): Religionswissenschaft. Berlin, Boston, de Gruyter 2012, ISBN 978-3-11-025893-6, S. 269–281.
- Die religiöse Kritik am kopernikanischen Weltbild in Griechenland zwischen 1794 und 1821. Aspekte griechisch-orthodoxer Apologetik angesichts naturwissenschaftlicher Fortschritte. Peter Lang, Frankfurt am Main/Bern/New York/Wien 1995, ISBN 3-631-45846-0.

Als Herausgeber:
- Mit Jörg Rüpke: Religionen im Konflikt. Vom Bürgerkrieg über Ökogewalt bis zur Gewalterinnerung im Ritual. Aschendorff, Münster 2005, ISBN 3-402-03500-6.
- Religion, Staat und Konfliktkonstellationen im orthodoxen Ost- und Südosteuropa. Vergleichende Perspektiven. Peter Lang,  Frankfurt am Main/Bern/New York/Wien 2005, ISBN 3-631-51321-6.